# Madtsoiidae
A Madtsoiidae a hüllők (Reptilia) osztályába és a pikkelyes hüllők (Squamata) rendjébe tartozó fosszilis kigyócsalád.

## Tudnivalók
A Madtsoiidae-fajok a kígyók egyik kihalt családját alkotják. Maradványaik a késő krétától a pleisztocén kori rétegekig származnak. Az ősi szuperkontinens, Gondwana óriáskígyói voltak. A kövületek megtalálhatóak Dél-Amerika, Afrika, India, Ausztrália és Dél-Európa területein. A családba igen ősi vonású kígyók tartóztak. Mint a mai óriáskígyófélék (Boidae) és pitonfélék (Pythonidae), áldozataikat szorítás által ölik meg. A legnagyobb képviselőjük a Gigantophis volt, amely elérte a 10,7 méteres hosszúságot, őt követte a Wonambi és a Yurlunggur. A családba sorolt fajok helyzete még bizonytalan, lehet, hogy egyesek más családokba sorolhatók, sőt a család névadója, a Madtsoia sem tartozik ide.

## Rendszerezés
A családba az alábbi nemek és fajok tartoznak. Egyes fajok idetartózása még vitatott. Lent a fajok megtalálási helye, dátuma és leírója, és koruknak ideje is meg van adva.
- Gigantophis Andrews, 1901
  - Gigantophis garstini Andrews, 1901 (Andrews 1906, Hoffstetter 1961b; Paleogén, késő eocén; Egyiptom, Líbia)
- Madtsoia Simpson, 1933
  - Madtsoia bai Simpson, 1933 (Paleogén, kora eocén; Argentína)
  - Madtsoia cf. M. bai (Simpson 1935, Hoffstetter 1960; Paleogén, késő paleocén; Argentína)
  - Madtsoia madagascariensis Hoffstetter, 1961a (Piveteau 1933; Kréta, Santoni vagy Campaniai; Madagaszkár)
  - Madtsoia aff. madagascariensis (de Broin et al. 1974; Kréta, Coniaci vagy Santoni, Niger)
  - Madtsoia laurasiae Rage, 1996 (Astibia et al. 1990; Kréta, Campaniai vagy Maastrichti; Spanyolország)
  - Madtsoia camposi Rage, 1998 (Paleogén, középső paleocén; Brazília)
- Wonambi Smith, 1976
  - Wonambi naracoortensis Smith, 1976 (Scanlon & Lee 2000, Scanlon 2005; Neogén, Pliocén vagy Pleisztocén; Ausztrália)
  - Wonambi barriei Scanlon in Scanlon & Lee, 2000 (Neogén, kora miocén; Ausztrália)
- Patagoniophis Albino, 1986
  - Patagoniophis parvus Albino, 1986 (Kréta, Campaniai vagy Maastrichti; Argentína)
  - Patagoniophis australiensis Scanlon, 2005 (Scanlon 1993; Paleogén, kora eocén; Ausztrália)
- Alamitophis Albino, 1986
  - Alamitophis argentinus Albino, 1986 (Kréta, Campaniai vagy Maastrichti; Argentína)
  - Alamitophis elongatus Albino, 1994 (Kréta, Campaniai vagy Maastrichti; Argentína)
  - Alamitophis tingamarra Scanlon, 2005 (Scanlon 1993; Paleogén, kora eocén; Ausztrália)
- Rionegrophis Albino, 1986
  - Rionegrophis madtsoioides Albino, 1986 (Kréta, Campaniai vagy Maastrichti; Argentína)
- Yurlunggur Scanlon, 1992
  - Yurlunggur camfieldensis Scanlon, 1992 (Neogén, középső miocén; Ausztrália)
  - Yurlunggur spp. (Scanlon 2004, 2006; Paleogén - Neogén, késő oligocéntől késő pleisztocénig; Ausztrália)
- Herensugea Rage, 1996
  - Herensugea caristiorum Rage, 1996 (Kréta, Campaniai vagy Maastrichti; Spanyolország)
- Nanowana Scanlon, 1997
  - Nanowana godthelpi Scanlon, 1997 (Neogén, kora és középső miocén; Ausztrália)
  - Nanowana schrenki Scanlon, 1997 (Neogén, kora és középső miocén; Ausztrália)
- Najash Apesteguía and Zaher, 2006
  - Najash rionegrina Apesteguía and Zaher, 2006 (Kréta, Cenomani; Argentína)
- Sanajeh Wilson et al., 2010
  - Sanajeh indicus Wilson et al., 2010 (Kréta, Maastrichti; India)[1]

## Fordítás
- Ez a szócikk részben vagy egészben  a   Madtsoiidae című angol Wikipédia-szócikk ezen változatának fordításán alapul.  Az eredeti cikk szerkesztőit annak laptörténete sorolja fel. Ez a jelzés csupán a megfogalmazás eredetét és a szerzői jogokat jelzi, nem szolgál a cikkben szereplő információk forrásmegjelöléseként.